# Chronique de Nikon

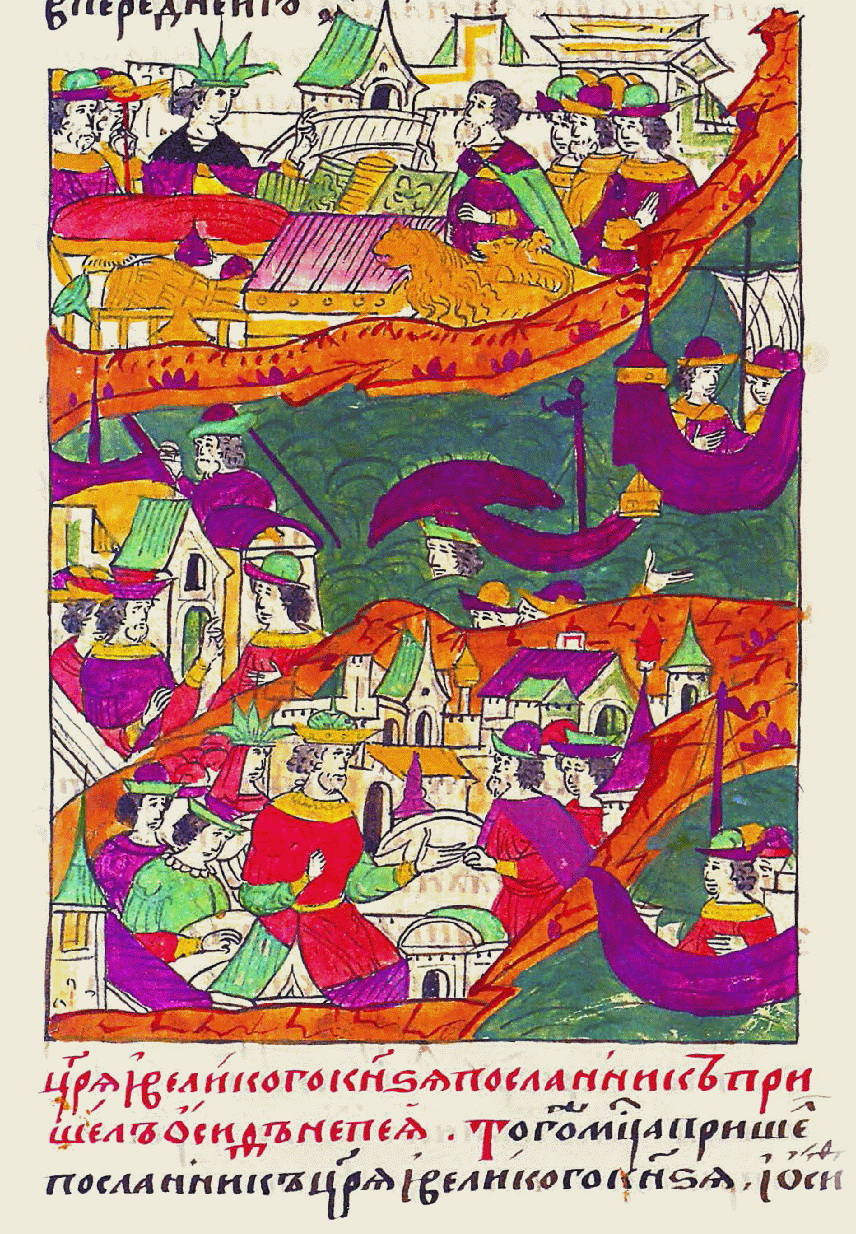
Ivan IV de Russie envoie Ossip Nepeïa en Angleterre en 1375. Miniature de la Chronique de Nikon, XVIe siècle

La Chronique de Nikon est la plus importante des chroniques russes du XVIe siècle et tire son nom du patriarche Nikon.

## Rédaction et contenu
Selon B. Kloss, la version originale de la Chronique de Nikon apparaît dans la collection Obolenski, plus précisément ses 939 premiers feuillets. Cet ensemble a été composé entre 1526 et 1530, sous la supervision du métropolite de Moscou Daniel. Par après, les événements de 1521 à 1556 ont été rédigés sur les feuillets 940 à 1166. La dernière partie, des pages 1167 à 1209, rédigées dans le milieu des années 1570, décrit les événements de 1556 à 1558.
Une nouvelle version de la chronique de Nikon a été compilée vers 1637 ; plusieurs textes ont été ajoutés, dont L'Histoire de la vie de Fédor Ivanovitch et la Nouvelle Chronique.

## Manuscrits
- Manuscrit Obolenski.
- Manuscrit de l'Académie XIV ou Manuscrit du Patriarche. Fin des années 1550, 875 pages. Il a été édité dans la PSRL. Dans les pages 44 à 731 est reproduit le manuscrit Obolenski jusqu'en 1520. À partir de la page 732 sont contés les événements des années 1521 à 1533 tirés de la Chronique de la Résurrection , et les événements de 1534 à 1556 du chroniqueur du début du règne.
- Manuscrit de l'Académie XV, ou Manuscrit de Nikon. Milieu du XVIIe siècle, en 2 volumes.
- Manuscrit Stroganoff, ou Manuscrit de la bibliothèque. Fin des années 1630, 1446 feuillets.
- Manuscrit des Archives II. Milieu du XVIIe siècle, 952 pages, événements de l'année 1491 manquants.
- Manuscrit de la Trinité III. Fin des années 1630, 1601 pages
- Trois manuscrits plus récents: manuscrit d'Oundolski, de Simféropol et de l'Hermitage.

La Collection complète des chroniques russes a publié la Chronique de Nikon dans ses volumes 9 à 14.

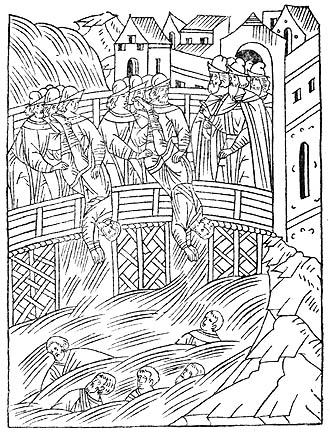

## Sources
- (ru) Cet article est partiellement ou en totalité issu de l’article de Wikipédia en russe intitulé « Никоновская летопись » (voir la liste des auteurs) (qui comprend en outre une description détaillée par pages et événements historiques).